# Ena Neill
Ena May Neill, geborene Woof, (* 29. Mai 1910 in West Malling, Kent; † 26. Oktober 1997 in Suffolk) war die Ehefrau und reformpädagogische Mitstreiterin von Alexander Sutherland Neill, der das Privatinternat Summerhill gegründet und mit radikalliberalen Erziehungspraktiken weltbekannt gemacht hat.

## Leben
Ena lernte A.S. Neill 1939 kennen, als sie ihren Sohn Peter in Summerhill anmeldete. 1940 wurde sie als Küchengehilfin in Summerhill angestellt. Später erfüllte sie als „Hausmutter“ weitergehende Betreuungsfunktionen für die Internatskinder, bevor sie schließlich persönliche Sekretärin A.S. Neills wurde. Enas Heirat mit diesem 27 Jahre älteren Mann fand im Jahr 1945 statt, 1946 wurde die gemeinsame Tochter geboren.
Nach dem Tod ihres Mannes 1973 übernahm Ena Neill die Leitung Summerhills und setzte hierbei die antiautoritären Erziehungsmethoden A.S. Neills konsequent fort. Politische und juristische Bestrebungen, Summerhill zu schließen, konnte sie erfolgreich abwehren. In ständiger Auseinandersetzung mit den englischen Behörden wehrte sie sich – ebenso wie zuvor ihr Ehemann – erfolgreich gegen staatliche Bestrebungen, den Unterricht in Summerhill für die Schülerinnen und Schüler verpflichtend zu machen. So fand der Unterricht gemäß der Internatstradition auch während der Ära Ena ausschließlich auf freiwilliger Basis statt. 1985 übergab Ena Neill die Leitung des Internats schließlich ihrer Tochter Zoë Readhead.

## Nachweise
1. ↑  Obituary: Ena Neill, The Independent, 28. November 1997 (abgerufen am 26. März 2019)

| Personendaten    | Personendaten                                                 |
| ---------------- | ------------------------------------------------------------- |
| NAME             | Neill, Ena                                                    |
| ALTERNATIVNAMEN  | Neill, Ena May (vollständiger Name); Wooff, Ena (Geburtsname) |
| KURZBESCHREIBUNG | britische Pädagogin                                           |
| GEBURTSDATUM     | 29. Mai 1910                                                  |
| GEBURTSORT       | West Malling, Kent                                            |
| STERBEDATUM      | 26. Oktober 1997                                              |
| STERBEORT        | Suffolk                                                       |